# Microcleptes
Microcleptes – rodzaj chrząszczy z rodziny kózkowatych i podrodziny zgrzypikowych.

## Zasięg występowania
Przedstawiciele tego rodzaju występują w Chile.

## Systematyka
Do Microcleptes należą 2 gatunki:
- Microcleptes aranea,
- Microcleptes variolosus.